# Hans Feine

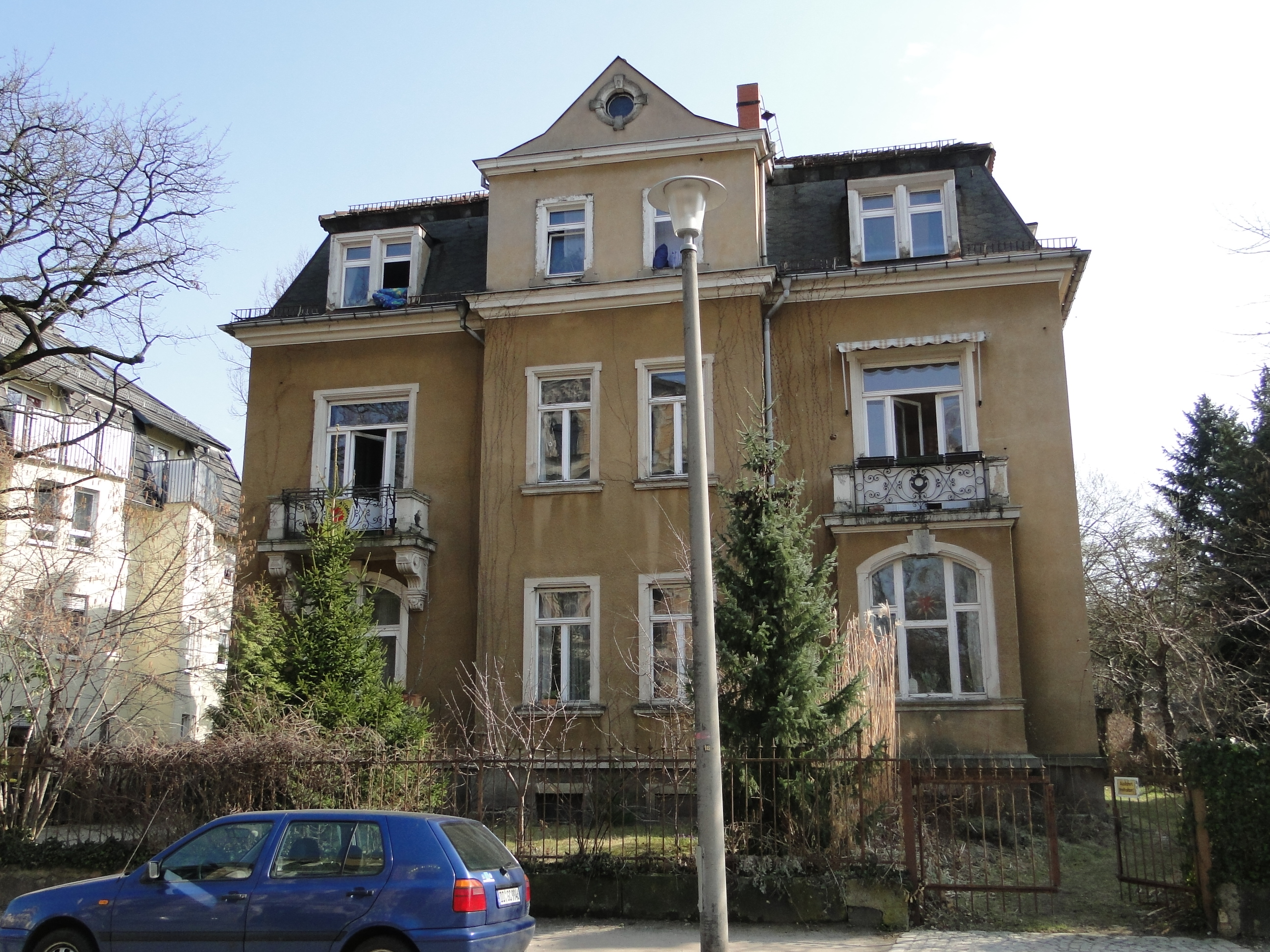
Wohn- und Sterbehaus von Hans Feine in Dresden, Schubertstraße 32

Georg Hans Feine (* 18. Dezember 1854 in Frauenstein; † 16. Februar 1918 in Blasewitz) war ein deutscher Ministerialbeamter in der sächsischen Militärverwaltung und Präsident des Königlich-Sächsischen Militärvereinsbund.

## Leben
Feine besuchte ab 1867 das Johanneum zu Zittau. 1873 legte er dort das Zeugnis der Reife ab und studierte darauf Jura.
1878 trat Feine in den praktischen Justizdienst beim Gerichtsamt Zittau ein. Ab dem 1. Oktober 1884 war er Referendar beim Amtsgericht Augustusburg. Nach Bestehen der Richterprüfung am 1. Januar 1885 wurde er zum Assessor und Hilfsrichter beim Amtsgericht Oelsnitz ernannt. 1888 wurde er Amtsrichter und Vorstand des Amtsgericht Hainichen. 1898 wurde er Hilfsrichter am Oberlandesgericht Dresden und wechselte darauf am 1. April 1900 als Oberkriegsrat und Vortragender Rat zum sächsischen Kriegsministerium. Nachfolgend wurde er am 1. Oktober 1900 Geheimer Kriegsrat und Justitiar im Kriegsministerium, wo auch am 24. Dezember 1908 seine Beförderung zum Wirklich Geheimen Kriegsrat erfolgte. Er besaß den Charakter eines Majors d. L. Im Juni 1907 wurde er mit dem Roten Adlerorden 3. Klasse ausgezeichnet.
Ab 1908 war er im Direktorium des Landesvereins vom Roten Kreuz im Königreich Sachsen. 1913 wurde er Vorsitzender der Harmonie zu Dresden. Im März 1916 wurde er als Nachfolger des verstorbenen Bruno Windisch zum Präsidenten des Königlich-Sächsischen Militärvereinsbund gewählt. Schon davor wirkte er über mehrere Jahre als Bundesvizepräsident. Unter seiner Führung hatte der Vereinsbund Ende Dezember 1916 insgesamt 1763 Vereine mit 199.445 Mitgliedern und 6368 Ehrenmitgliedern. Über den Ersten Weltkrieg wirkte er als Abteilungschef im Kriegsministerium.

Der sächsische Kriegsminister Viktor von Wilsdorf schrieb in seiner Traueranzeige:
„Der Verstorbene gehörte seit 18 Jahren dem Kriegsministerium unter vier Ministern an und hat sich durch sein reiches Wissen, seine unermüdliche Arbeitskraft und sein echt soldatisches Fühlen die höchste Anerkennung seiner Vorgesetzten erworben. Sein lauterer Sinn, seine treue Pflichterfüllung auch auf dem Gebiete des Militärvereinswesens und des Roten Kreuzes und seine herzliche Kameradschaft sichern ihm im Kriegsministerium, das seinen Verlust aufs tiefste betrauert, jederzeit ein ehrenvolles und dankbares Andenken.“
Er war mit Mathilde Schanz verheiratet. Die Übersetzerin Eva war seine Tochter und der Schriftsteller Wolfgang Schumann somit sein Schwiegersohn. Der Hofrat Georg Feine war sein Sohn.
Seine letzte Ruhestätte fand Feine 1918 auf dem Friedhof der Stadt Oelsnitz/Vogtl.